# Proletariat
|  | «proletari» redirigeix aquí. Vegeu-ne altres significats a «proletarii». |

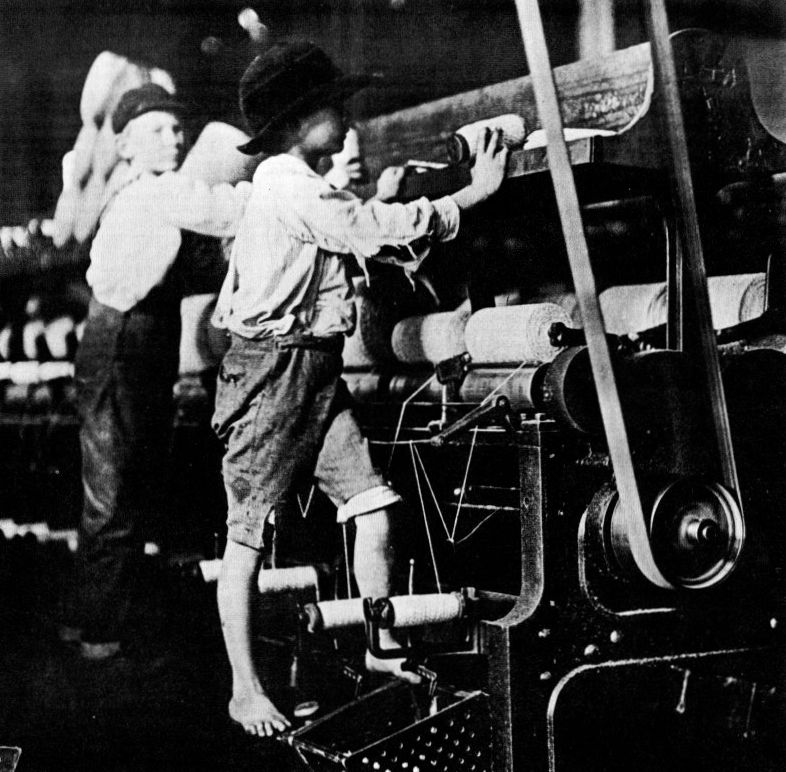
Infants proletaris

El proletariat (del llatí proles, llinatge o descendència) és el terme encunyat per Karl Marx per designar la classe obrera. Originalment s'identificava com aquelles persones que no tenen una altra riquesa que els seus fills. Aquest terme s'utilitzà inicialment en un sentit despectiu fins que Marx el definí més enllà d'ell, les doctrines del socialisme, el comunisme i l'anarquisme en general la classe social proletària és aquella que no disposa de la propietat dels mitjans de producció i que ha de llogar la seva força de treball a canvi d'un salari per a la seva subsistència.
En la postindustrial societat del coneixement es tendeix a assimilar "proletariat" a "cognitariat": aquell que només posseeix la seva cognició, que és la "força de treball" que ha de vendre en els mercats. Precisament per la creixent inseguretat laboral i social (pèrdua de llocs de treball, deslocalitzacions, ràpida obsolescència professional...) es considera el terme "precariat" un sinònim de "proletariat".

## En la teoria marxista

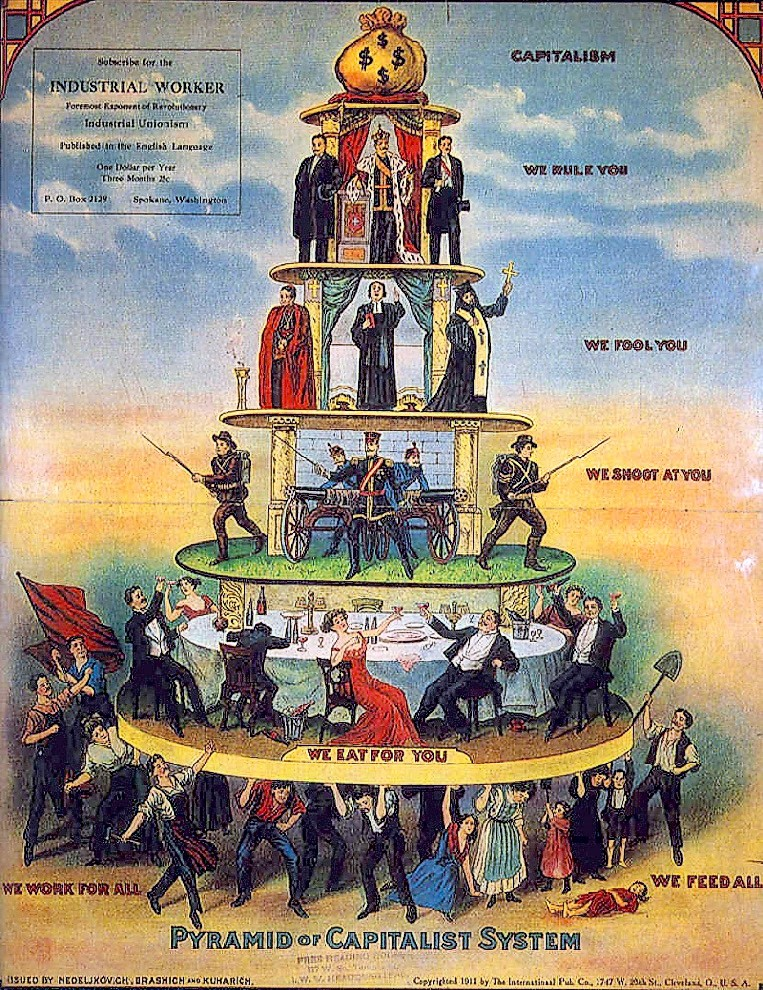
Piràmide del sistema capitalista, al·legoria crítica del capitalisme. El proletariat treballa per a tots i alimenta a tots (The proletariat "work for all" and "feed all"). Publicació sindical de 1911 de treballadors industrials.

El terme proletariat és originari de la Roma imperial, en què els  proletarii  eren els ciutadans de la classe més baixa, no tenien propietats i només podien aportar  prole  (fills) per engrossir els exèrcits de l'imperi. El terme va ser recuperat per Karl Marx, el qual estudià dret romà a la Universitat de Berlín, per identificar la classe baixa sense propietats ni recursos que només podia treballar i tenir fills (el proletariat o classe obrera, grup antagònic de la classe burgesa o capitalista).
En el manifest comunista, Marx i Friedrich Engels, defineixen el proletariat de la següent manera:
| « | Per proletariat s'entén la classe de treballadors assalariats moderns, que, privats de mitjans de producció propis, es veuen obligats a vendre la seva força de treball per poder viure. [Definició de proletariat del Manifest Comunista de Marx i Engels, en Marcuse i els subjectes ] | » |